# Orazio Morandi
Bernardino Morandi, conhecido como Orazio Morandi (Roma, 29 de setembro de c. 1570 — Roma, 7 de novembro de 1630) foi um intelectual, alquimista, astrólogo e monge beneditino italiano. 

## Biografia
Batizado Bernardino Morandi, seus primeiros anos são obscuros. Quando adulto manteve contato com uma rica família nobre de Bérgamo que tinha seu sobrenome e parece certo que eram parentes, mas sobre seu pai Lodovico quase nada se sabe além de que pertenceu ao pequeno patriciado romano e muito provavelmente trabalhou para algum membro do alto clero da cidade. O parentesco com outros Morandi ativos em Roma nesta época, alguns proeminentes, não foi estabelecido com segurança.
Ingressou na universidade La Sapienza para estudar Direito, concluindo o curso em 1590. No mesmo ano, em 10 de novembro, iniciou o noviciado na Abadia de Vallombrosa, perto de Florença, sede de uma Congregação beneditina com uma Regra diferenciada, quando assumiu o nome Orazio.

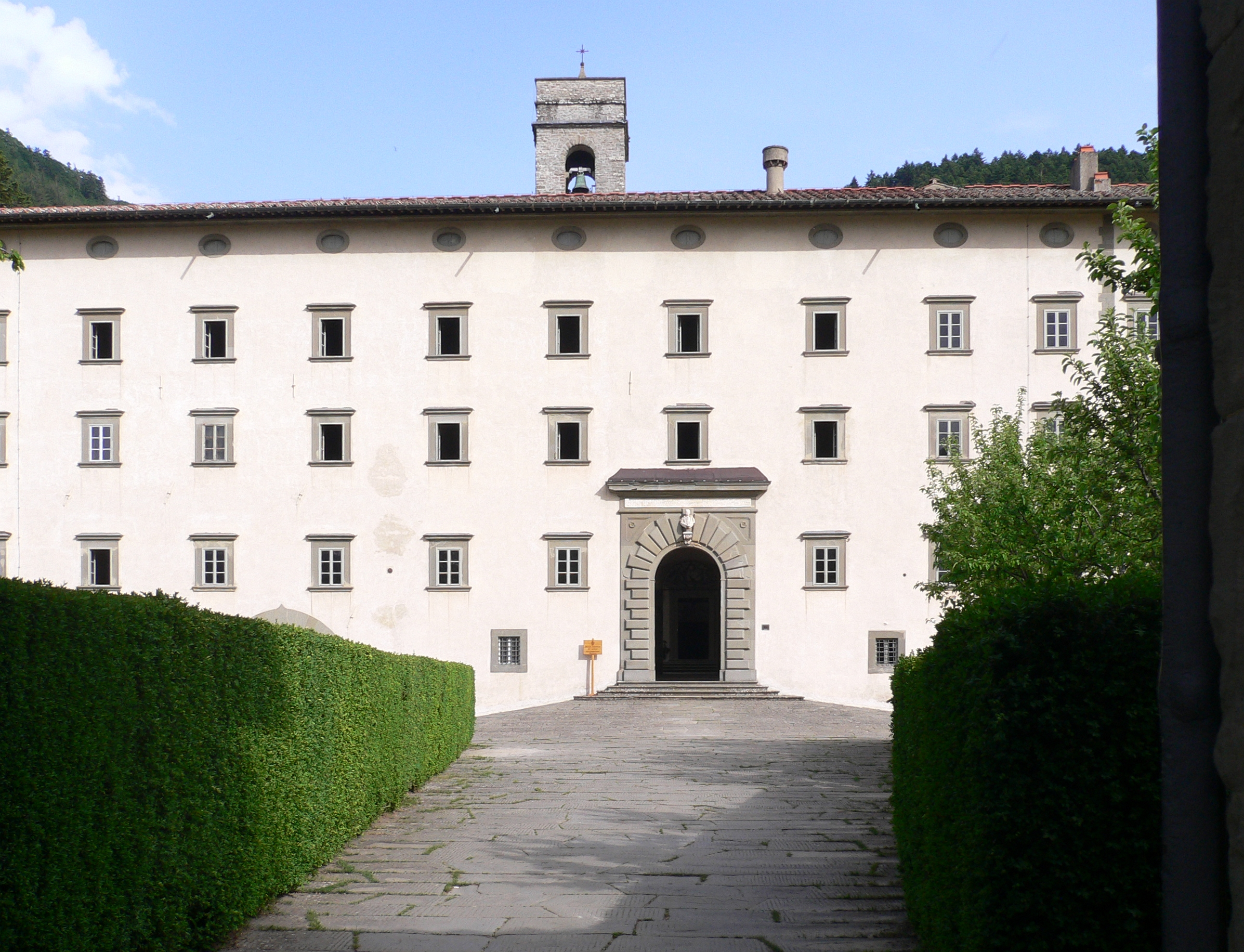
A Abadia de Vallombrosa

Na abadia ampliou e aperfeiçoou sua cultura, e possivelmente através do abade, poeta e acadêmico Simeone Finardi, ingressou no círculo de artistas, literatos e intelectuais da Accademia degli Spensierati de Florença. Colaborou com o acadêmico Francesco Allegri na publicação de uma coletânea de poemas de Alessandro Allegri, irmão de Francesco.
Os círculos eruditos que Morandi frequentava cultivavam um intenso interesse pela filosofia platônica, ocultismo e astrologia, e provavelmente foi ali que iniciou seus estudos nessas matérias. A abadia mantinha uma forte ligação com a corte grã-ducal de Florença, e Morandi estreitou amizade com Carlo, Antonio e especialmente Giovanni de Médici, que eram tidos como peritos em astrologia e ocultismo, compartilhando reflexões e fazendo com eles experimentos alquímicos, além de lhes prestar alguns serviços pessoais. O aparecimento da supernova de 1604 provavelmente reforçou o seu interesse nesta área, sendo um evento muito comentado na época por cientistas e astrólogos.

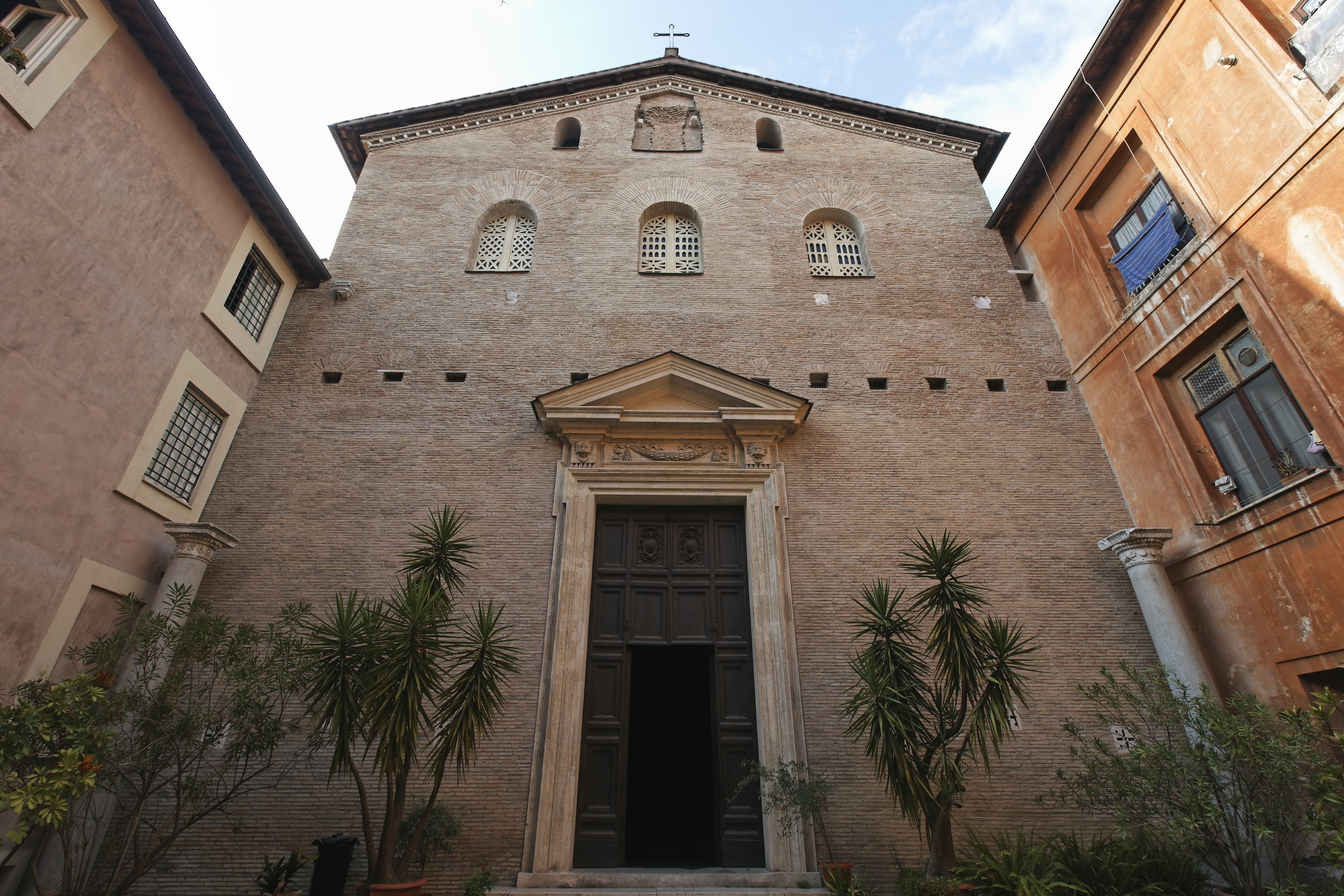
Fachada da igreja de Santa Praxedes

Em 1613, graças à influência dos Médici, voltou a Roma para assumir o importante posto de abade da Abadia de Santa Praxedes, um famoso centro religioso e cultural, e em 1617 foi eleito Geral da Congregação de Vallombrosa e seu procurador junto à Cúria Romana, ocupando estes dois cargos até 1621. Não deu grande atenção aos assuntos monásticos, mas conseguiu obter para a Congregação a confirmação de antigos privilégios e outros benefícios. Sua atividade se concentrou na consolidação de Santa Praxedes como um centro de reunião da elite artística, científica e literária romana, frequentado por artistas como Bernini e Pietro Finelli, literatos como Cassiano dal Pozzo e Paolo Mancini, cientistas como Galileu Galilei e Francesco Ughelli, e também alguns eminentes cardeais e clérigos da Cúria, como Tiberio Muti, Desiderio Scaglia e Marcello Lante, para os quais servia de consultor e fazia horóscopos e deles recebia muitos favores e patrocínio. Sua biblioteca pessoal foi descrita em sua época como vasta e seletíssima (um inventário parcial sobreviveu), contendo obras clássicas e modernas de ciência (matemática, astronomia, medicina, química, teoria da ciência), ocultismo (astrologia, magia, alquimia, quiromancia, divinação, geomancia), literatura, poesia, teatro, moral, política, história, ética, etiqueta, direito, teologia, filosofia, cultura, doutrina e história da Igreja, e outros temas.
Sua fama ultrapassou a Itália e sua correspondência demonstra a formação de uma grande rede de contatos internacionais, fazendo uma legião de admiradores. Benigno Bracciolini publicou em 1626 um panegírico atestando sua larga fama e mostrando-o como dono de doutrina prodigiosa e completamente versado em todas as áreas do saber, além de louvar sua modéstia, generosidade, seus dotes morais, sua disposição de ajudar os outros e sua agradável conversação. Ele documentou o dia de seu nascimento, 29 de setembro, mas não disse em qual ano, além de referir que vinha de uma nobre família do norte.
Morandi, contudo, não se limitou a atividades intelectuais. Em Roma ganhou proeminência também como o principal astrólogo da cidade, e Tommaso Campanella disse que em seu mosteiro se reuniam todos os astrólogos de Roma, além de envolver-se na política, servindo de informante para embaixadores estrangeiros e outras personalidades, fazendo circular textos sobre assuntos do papado, especulando sobre as perspectivas de certos cardeais se tornarem o próximo papa, e usava a astrologia para fazer previsões sobre eventos políticos e a vida de autoridades.

## Processo e morte
Em maio de 1630 Morandi divulgou um horóscopo prevendo a iminente morte do papa Urbano VIII. A notícia se espalhou imediatamente gerando controvérsia e escândalo, causou agitação entre vários cardeais da Itália, Espanha e França que ambicionavam o trono, e também caiu na boca do povo, proliferando panfletos com teorias fabulosas e acusações de bruxaria. O evento fatídico previsto não ocorreu, mas apesar da popularidade da astrologia mesmo entre o clero — o próprio papa fazia uso dela —, a astrologia política sempre fora um negócio arriscado.
Urbano VIII havia ficando profundamente irritado com a previsão e em 13 de julho de 1630 ordenou a prisão de Morandi e eventuais cúmplices, e instaurou um inquérito judicial e uma devassa nas atividades da abadia. Os monges de Santa Praxedes esconderam seus livros e escritos e tentaram defendê-lo, mas sem sucesso, sendo traído por Teodoro Ameyden, procurador da abadia, que revelou a localização do material incriminatório. Com isso os monges perderam o ânimo e passaram a colaborar com os inquisidores. No processo de coleta de evidências, ficou claro que Morandi desde há muito se dedicava ao ocultismo e lia livros proibidos, além de ser acusado de se imiscuir na política e praticar tráfico de influência e outros crimes. Os autos judiciais somaram mais de 2.800 páginas e foram preservados. Segundo Stefano Tabacchi, "o julgamento de Morandi desenvolveu-se desde o início como um verdadeiro julgamento político, guiado pela vontade do papa de atacar, através dele, as facções que através da astrologia e da divulgação de escritos políticos procuravam desestabilizar o pontificado ou lançar sombra sobre sua figura".
Quando o processo se aproximava de uma conclusão, no fim de outubro de 1630 Morandi começou a sofrer de uma febre, que levou à sua morte em 7 de novembro. Circularam muitos rumores de que havia sido envenenado, embora o médico que assinou o certificado de óbito e o monge que o atendeu em sua doença final o tenham negado. Com sua imprevista saída de cena, o papa se apressou em encerrar o caso e os outros acusados foram libertos, mas em 1º de abril de 1631 Urbano VIII promulgou severa legislação contra a astrologia política na bula Contra astrologos iudiciarios, impondo a pena de morte para quem se dedicasse a tais práticas.